# Болховець

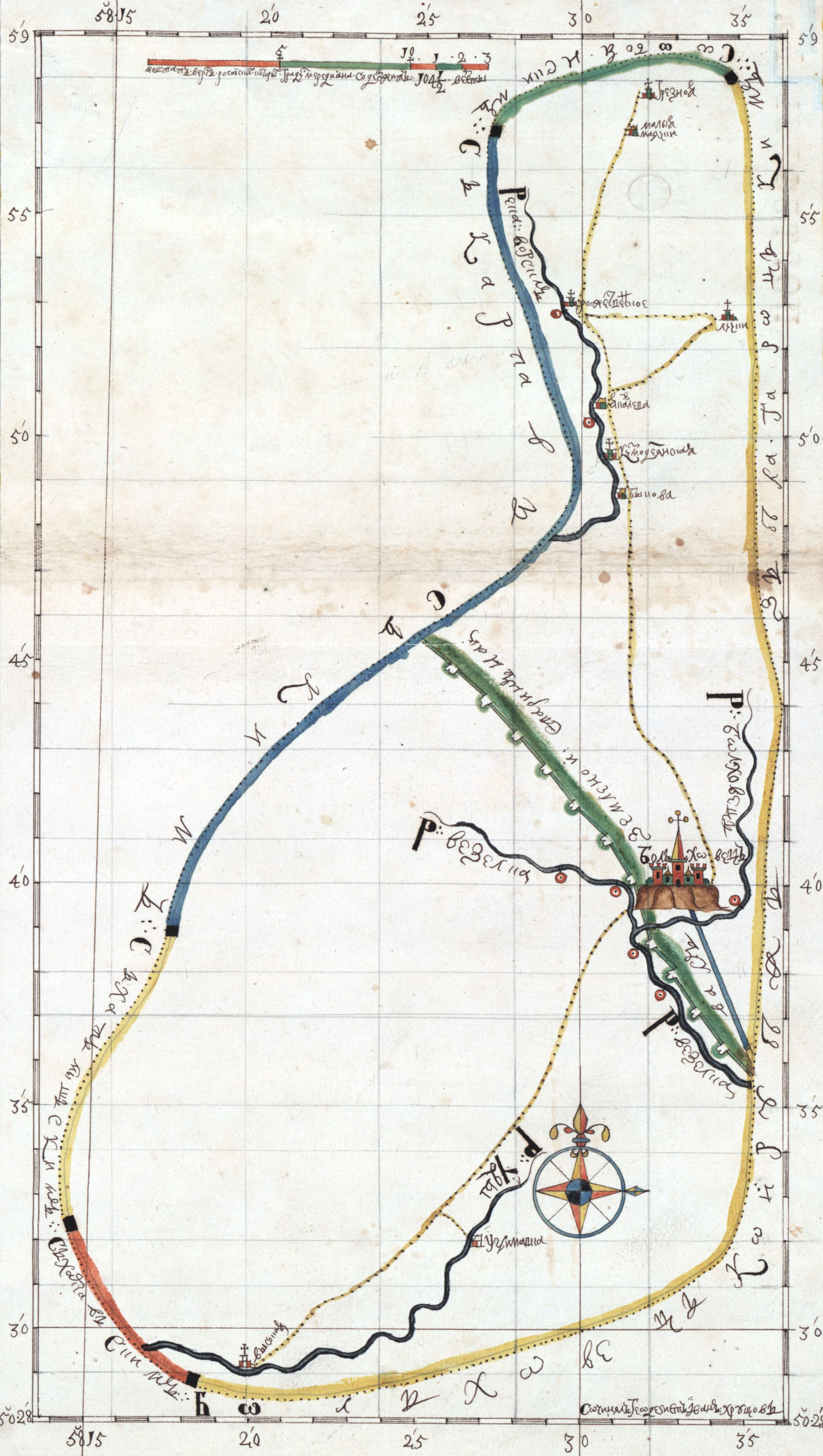
Ландкарта Болховецького повіту 1724—1729 рр. Картограф Іван Хрущов. Національна бібліотека Франції.

Болховець — місто-фортеця Бєлгородської оборонної лінії, засноване у 1646 році в місці впадіння річки Болховець у річку Везелку.
Разом з містом Бєлгород та іншими містами-фортецями утворювало військово-оборонну лінію для захисту південних кордонів Московського царства від набігів кримських татар та ногайців.
Головне завдання міста — перекрити земляним валом головний шлях вторгнень татар — Муравський шлях. Друге завдання — убезпечити від набігів важливе місто оборонної лінії — Бєлгород.
Місто-фортеця Болховець засноване 23 серпня (2 вересня за новим стилем) 1646 року під керівництвом бєлгородського воєводи Одоєвського Микити Івановича.
Першим воєводою міста 20 березня 1647 року призначено Алад'їна Богдана Денисовича, який і керував заселенням міста.
1652 року з північно-східної сторони фортеці було прорито таємний хід до річки Болховець, який давав можливість доступу до води під час можливої осади міста.
У 1732 році указом Сенату Російської імперії місто у військовому плані перейшло у підпорядкування воєводи Бєлгорода.
У другій половині XVIII століття статус міста змінився на село Бєлгородського повіту.
У другій половині XX століття село Болховець зникло як офіційна адміністративна одиниця.
Станом на 2020 рік на території колишнього села Болховець розташовані Стрілецьке і Пушкарське сільські поселення.